# Lokmacı Hacı Ebubekir Pasha
Lokmacı Hacı Ebubekir Pasha , död efter 1798, var en egyptisk regent. Han var Osmanska rikets guvernör i Egypten 1796-1798. 